# あまからアベニュー
『あまからアベニュー』は、1987年4月7日から2001年3月22日まで毎日放送（MBSテレビ）で放送された料理番組。当初は大阪ガスの一社提供だったが、後年では番組後半に他社の提供も入っていた。

## 概要
雑誌『あまから手帖』との連動で放送されていた番組で、毎回ある一品料理をテーマに取り上げ、それらを実際に披露するとともに取扱店の紹介も併せて行っていた。主な出演者は、料理研究家の加藤敏彦、奥村彪生、竜雷太、月亭八方、宇江佐りえ、柏木宏之・上泉雄一（いずれも毎日放送アナウンサー）、南かおり（リポーター）ほか。
放送開始からしばらくの間は火曜22時台で放送の1時間番組として放送されていたが、それから半年後に火曜19時30分から放送の30分番組になった。1992年10月には『ムーブ』の開始によって火曜20時台へ移動し、再び1時間番組になった。さらに、1999年4月には『学校へ行こう!』との枠交換によって木曜19時台へ移動した。基本的には関西ローカルの番組として放送されていたが、1992年から1994年3月までは北海道放送 (HBC) でも土曜16時台で放送されていた。また、一時期新潟放送 (BSN) 、静岡放送 (SBS) 、テレビ高知 (KUTV) 、南日本放送 (MBC) でも放送されていた。
番組は2001年3月22日放送分をもって終了し、15年間の放送に幕を閉じた。最終回は生放送で放送され、紹介した店の経営者および番組当初にエンディングで行われていた学校給食の献立紹介で第1回目に取材した学校の生徒たちを招待しての晩餐会を実施した。後番組は『水野真紀の魔法のレストラン』で、当番組と同じ大阪ガスの筆頭提供番組ながら、15年以上にわたって放送されている。

## スタッフ

### 1996年頃から最終回までのスタッフ
- 構成：池田幾三、鶴田純也、桜井ひろし、門上武司、橋央介
- ディレクター：村田元、中野功、松本忠雄、牧野直行、近藤浩文、馬場利恵子、平藤真治、西川和子、梶本昌一
- 演出：本郷義浩、太田圭介
- プロデューサー：高垣伸博
- 製作著作：毎日放送

| 毎日放送 火曜22:00枠                      | 毎日放送 火曜22:00枠                          | 毎日放送 火曜22:00枠                                                        |
| 前番組                                    | 番組名                                        | 次番組                                                                      |
| ----------------------------------------- | --------------------------------------------- | --------------------------------------------------------------------------- |
| クイズMr.ロンリー                         | あまからアベニュー （1987年4月 - 1987年9月）  | ニュース22プライムタイム ※ここからTBS制作枠                                 |
| 毎日放送 火曜19:30枠                      |                                               |                                                                             |
| ガキ大将がやってきた ※ここまでTBS制作枠   | あまからアベニュー （1987年10月 - 1992年9月） | ムーブ・三宅裕司のぎゃっぷウォーズ （19:00 - 19:54） ※ここから再びTBS制作枠 |
| 毎日放送 火曜20:00枠                      |                                               |                                                                             |
| 学校があぶない ※ここまでTBS制作のドラマ枠 | あまからアベニュー （1992年10月 - 1999年3月） | 学校へ行こう！ （→枠交換）                                                  |
| 毎日放送 木曜19:00枠                      |                                               |                                                                             |
| 学校へ行こう! （→枠交換）                 | あまからアベニュー （1999年4月 - 2001年3月）  | 水野真紀の魔法のレストラン                                                  |